# Chełm (Gdańsk)

Lage des Stadtbezirks Chełm in Danzig

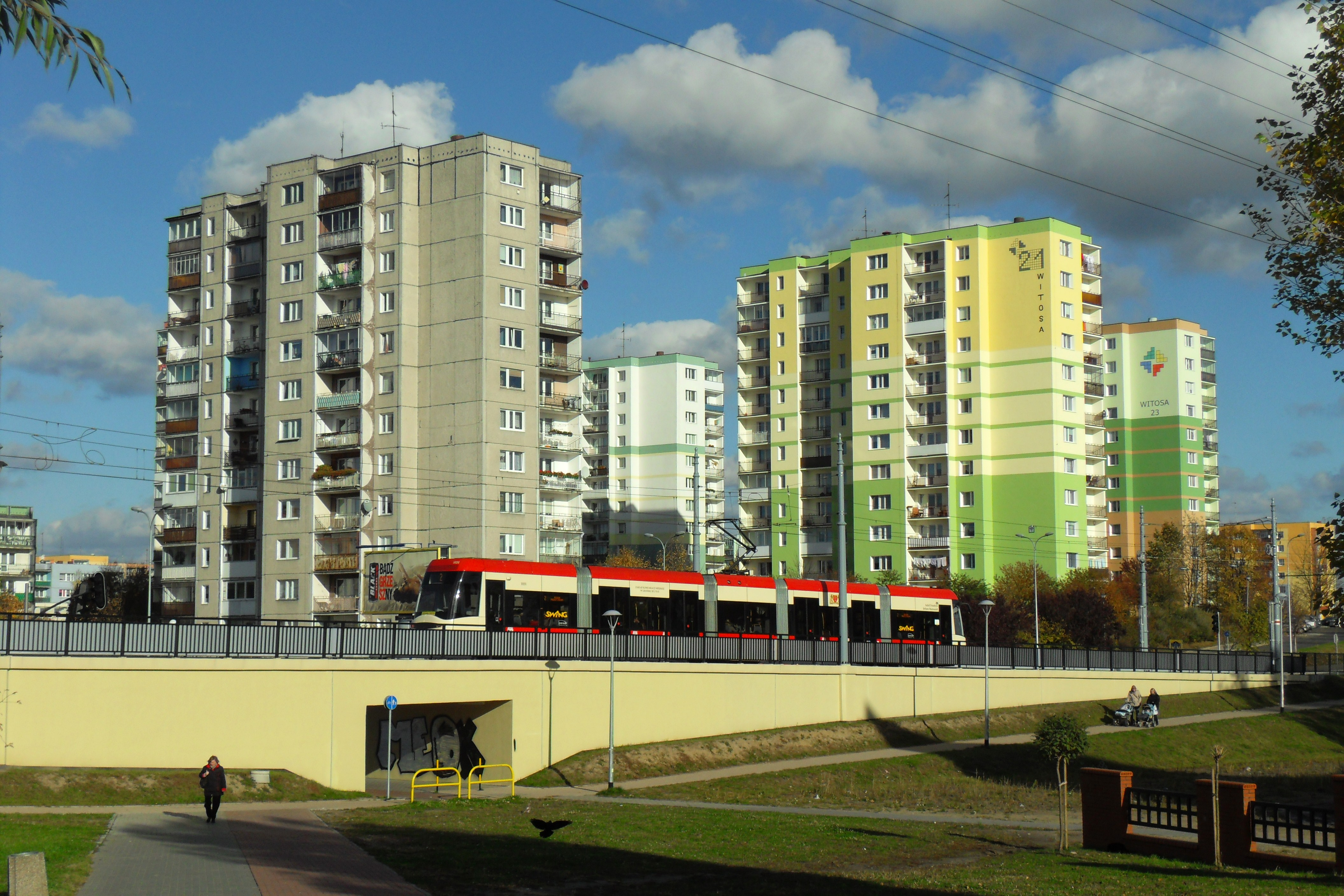
Chełm

Chełm (deutsch Stolzenberg) ist ein Stadtbezirk von Gdańsk (Danzig) in Polen. Dieser umfasst eine Fläche von 3,89 km² und zählt 32.242 Einwohner mit einer Bevölkerungsdichte von 8288 Einwohnern/km². Chełm ist der einwohnerstärkste der 35 Stadtbezirke von Danzig. Teile des Gebiets kamen zwischen 1814 und 1973 administrativ zur Stadt Danzig.

## Geschichte
Vom seit 2011 bestehenden Stadtbezirk Chełm mit 11,1 km² Fläche und mehr als 51.000 Einwohnern wurde am 24. März 2019 der neue 35. Stadtbezirk Orunia Górna-Gdańsk Południe (übersetzt Hoch-Ohra und Danzig-Süd) abgetrennt.
Während des Zweiten Weltkriegs wurde eine Abteilung des Stalag XX B bei Stolzenberg eingerichtet, in Matzkau befanden sich das Strafvollzugslager Danzig-Matzkau und die Außenstelle Matzkau des KZ Stutthof. Reste der Lager sind noch vorhanden.
Stolzenberg war mit Alt Schottland, Schidlitz und St. Albrecht der Hauptort der Königlich-Preußischen Immediatstadt Stolzenberg in Westpreußen, die unmittelbar dem König von Preußen unterstand. Sie bestand von 1772 bis 1814 und wurde auch als vereinigte Vorstädte bezeichnet. 

## Geografie
Der Bezirk liegt im Süden der Stadt und grenzt an die Bezirke Wzgórze Mickiewicza, Siedlce, Śródmieście, Orunia-Św. Wojciech-Lipce, Ujeścisko-Łostowice und Orunia Górna-Gdańsk Południe.

### Gliederung
- Stary Chełm (Stolzenberg)
- Nowy Chełm (übersetzt Neu-Chełm)

Seit März 2019 zu Orunia Górna-Gdańsk Południe gehörend:
- Orunia Górna (übersetzt Hoch-Orunia)
- Maćkowy (Matzkau)
- Borkowo (Borgfeld) mit den Neubaugebieten:
  - Cztery Pory Roku (übersetzt Vier Jahreszeiten)
  - Moje Marzenie (übersetzt Mein Traum)
  - Os. Kolorowe (übersetzt Bunte Siedlung).

## Sehenswürdigkeiten und Gebäude
- Jüdischer Friedhof (Cmentarz Żydowski), nach 1945 geplündert
- Kirche św. Urszuli Ledóchowskiej
- Kirche pw. Krzyża Świętego
- Zwei große Einkaufszentren.